# 在家仏教 (河口慧海)
『在家仏教』（ウパーサカぶっきょう）とは、河口慧海が1926年（大正15年/昭和元年）に出版した仏教書であり、また同時に、そこで主張されている在家を主体とした仏教のあり方のこと。10年後の1936年（昭和11年）に続編である『正真仏教』が出版されている。
河口慧海の他の著作と同じく、原本は既に著作権が切れており、国立国会図書館デジタルコレクションにてインターネット上に画像データが公開されている。また、Amazon.co.jpなどでも、その電子書籍データ（画像）が低価格で販売されている。

## 構成
以下の通り、全5部108章から成る。
- 釈尊礼賛
- 緒言
- 第一部　序論
  - 第一　仏教とは何であるか
  - 第二　四分五裂して自宗を最尊とする原因
  - 第三　印度における学派宗派の分裂
  - 第四　一仏乗における小乗大乗分裂の起源
  - 第五　顕密分裂・高上高を築く判釈法
  - 第六　支那に起こった判教の起源
  - 第七　我国における教相判釈の原因
  - 第八　日本仏教各宗各派の基礎の不安定
  - 第九　歴史上より天台判釈を批判す
  - 第十　天台教判中華厳時鹿苑時の無根拠
  - 第十一　天台の鹿苑時とする仏説法12年間
  - 第十二　梵語上より見たる天台判教の当否
  - 第十三　教理上より天台の判教を批判す
  - 第十四　原始経と布衍改作の大乗経存在
  - 第十五　仏陀は毫も小乗を説かれなかった事実
  - 第十六　仏陀はただ一乗法を説かれたる証説
  - 第十七　大小二乗の同一原理
  - 第十八　日本各宗の無根拠
  - 第十九　仏教所依の経典
  - 第二十　一切蔵経を依経とする理由
  - 第二十一　仏教全体の要素
- 第二部　仏宝
  - 第二十二　本尊としての仏陀
  - 第二十三　諸種本尊成立の弁護論とその批判
  - 第二十四　阿弥陀仏は本尊とならない
  - 第二十五　南無阿弥陀仏は無意義の片言
  - 第二十六　第十八本願文の無根無実
  - 第二十七　願文中称名念仏往生の文句がない
  - 第二十八　康僧鎧訳無量寿経の真相
  - 第二十九　宗祖を根拠とする論者の矛盾
  - 第三十　日蓮宗の諸種本尊観
  - 第三十一　法仏一如本尊論批判
  - 第三十二　法本尊論批判
  - 第三十三　仏本尊論批判
  - 第三十四　真言宗の本尊論批判
  - 第三十五　禅宗の本尊論批判
  - 第三十六　仏教本尊の資格
  - 第三十七　仏教の真実本尊
  - 第三十八　空想の神と法身と実在の仏陀
  - 第三十九　釈尊の万徳円満
  - 第四十　仏陀十号の略義
  - 第四十一　仏陀名号の大乗的通義
  - 第四十二　一切蔵経一仏乗説主としての本尊
  - 第四十三　阿弥陀仏本尊弁に対する批判
  - 第四十四　政治家の無知と宗教界の腐敗
- 第三部　法宝
  - 第四十五　法の定義及びその区分
  - 第四十六　法の第一義
  - 第四十七　六凡の義
  - 第四十八　四聖の説明
  - 第四十九　因果相続の原則
  - 第五十　因果相応の原理
  - 第五十一　原因の発生力と自業自得律
  - 第五十二　業力に関する諸種の法則
  - 第五十三　感応道交の原理
  - 第五十四　感応道交の種類
  - 第五十五　向上的方法
  - 第五十六　仏教の因果必然説と自由意志論
  - 第五十七　因果律と自由意志との各本分
  - 第五十八　発菩提心実行の方法
  - 第五十九　出家的解脱法
  - 第六十　大乗経典はみな埋蔵だった歴史
  - 第六十一　在家的解脱法
  - 第六十二　出家の結集と在家の結集
  - 第六十三　実在の菩薩と理想の菩薩
  - 第六十四　出家修行法の綱領
  - 第六十五　出家として具足戒を受くる事
  - 第六十六　出家入禅修道
  - 第六十七　在家修行法の綱領
  - 第六十八　懺悔と帰依三宝
  - 第六十九　ウパーサカ仏教一帰依処の解釈
  - 第七十　ウパーサカの修法五戒の詳釈
  - 第七十一　不偸盗戒義釈
  - 第七十二　不邪淫戒義釈
  - 第七十三　不妄語戒義釈
  - 第七十四　比丘僧の虚言は断頭罪
  - 第七十五　不飲酒戒の義釈
  - 第七十六　詐欺は悪魔の専売特許
  - 第七十七　無僧無教法の説明
  - 第七十八　真宗をウパーサカ仏教とする説の批判
  - 第七十九　ウパーサカ仏教の究竟目的とその修法
  - 第八十　発菩提心義と十波羅密
  - 第八十一　菩薩十地の修行
  - 第八十二　頓と漸との弁
  - 第八十三　秩序的急速に安心を得る良法
- 第四部　僧宝
  - 第八十四　僧の語義
  - 第八十五　魔僧が虚偽生活の害毒
  - 第八十六　戒律上にも比丘僧なき実証
  - 第八十七　禁受蓄金銀学処の成立
  - 第八十八　随方毘尼の意義
  - 第八十九　末法灯明記の自家撞着
  - 第九十　仏言の逆用に対して仏魔の区別
  - 第九十一　偽経の危険思想
- 第五部　ウパーサカ仏教
  - 第九十二　理想的本尊の欠陥
  - 第九十三　ウパーサカ仏教の本尊
  - 第九十四　ウパーサカ仏教伝灯の縁由
  - 第九十五　ウパーサカ仏教の開祖釈尊
  - 第九十六　第二祖より第四祖に至る
  - 第九十七　余が優婆索迦に更生したる所由
  - 第九十八　懺悔
  - 第九十九　帰依三宝
  - 第百　受持五戒
  - 第百一　発菩提心
  - 第百二　入菩薩行
  - 第百三　観釈尊 (観仏帰入)
  - 第百四　報恩回向
  - 第百五　ウパーサカ僧
  - 第百六　ウパーサカ僧の国家観
  - 第百七　ウパーサカ僧の世界観
  - 第百八　結論

## 内容
2回のインド・ネパール・チベット渡航を終えた後の、50代半ば以降の晩年の河口慧海の思想が、漢語・パーリ語・サンスクリット語・チベット語の知識を駆使して各経典・文献を横断的に参照・考察してきたその研究成果や、国内外の各地の様々な仏教の有様を実際に目の当たりにしてきたその知見が反映される形で、まとめられている。
本書内でも言及されているように（105章など）、その業績や出版から当時既にそれなりの有名人だった河口慧海は、本書出版に先立って、新聞上などで僧籍を返還して還俗し、在家（ウパーサカ）として生きていくことを公表しており、本書はそのことに対する説明・弁明も兼ねている。

### 阿含経・原始仏教の評価
本書では、『チベット旅行記』の冒頭で上座部仏教を「小乗教」と蔑み、釈興然と喧嘩別れした20代後半頃の河口慧海に見られた、熱烈な大乗仏教への傾倒は影を潜め、むしろ『阿含経』（四阿含）は正統な仏典であり、声聞もまた正統な仏子であり、そうした元々の仏教は元来「大乗」なのであって、それらを「小乗」と貶す「自称大乗教徒」の方が誤っていると批判し（14章、15章、59章など）、また大乗仏教でも特に大集経や密教経典には正統性が無いことを指摘するなど（4章、5章、60章、91章など）、考えをかなり修正してきている。
15章冒頭でも自ら言及しているように、当時既に「大乗非仏説」が盛んに主張されており、また慧海自身『チベット旅行記』の頃から無上瑜伽タントラを始めとする密教経典には嫌悪感を示していたこともあって、このように大乗仏教全体を擁護せずに一部批判して切り捨てる格好になったのは自然な成り行きとも言える。
とはいえ、大乗仏教全体を否定してしまうと、慧海の主張である「在家仏教」をも否定してしまうことになるため、慧海は下述するように、あくまでも初期大乗仏教典を中心とする一部の大乗仏教経典・文献は史実性も正統性もあるものとして擁護している。

### 独自な「在家仏教」の歴史的実在
慧海は、チベットの文献を根拠に、大乗仏教経典に登場する文殊・弥勒といった「在家の大乗菩薩たち」が、釈迦の在世時にも実際に存在しており、釈迦の入滅後に比丘たちが結集を行なって三蔵を確定・護持した同時期に、在家者たちも「菩薩乗」の結集を行い、独自の三蔵と僧伽を護持してきたこと、そして後に出家仏教が自利に堕落したのを見て在家仏教者たちが自分たち所伝の経典やその要義を布衍して「大方広・大方等」の名で広めたのが（正統な・初期の）大乗仏教経典であることを主張する（2章、3章、4章、59章、62章、63章など）。
また、仏教教団を構成する「四衆」（比丘・比丘尼・優婆塞・優婆夷）を、「四僧伽」と独自に読み替え、在家（優婆塞・優婆夷）であっても三宝の1つである「僧」（僧伽）を独自に構成することができると主張している（84章、105章）。

### 近代における「出家仏教」維持の困難
他方で、原始仏教・上座部仏教のような具足戒を伴う比丘（出家者）の仏教（すなわち出家仏教）は、貨幣経済が浸透し徴兵制がある近代国家においては実践不可能であり、またそもそも日本を含む東アジア・チベットの大乗仏教諸宗派は逸脱的で正統性が無い仏教であると主張する。
そして結論として、「近代以降も実践可能で、正統性のある唯一の仏教」として、「在家仏教」を勧奨するというのが、本書の中心的な論旨である。

### 日本伝統宗派批判
緒言から第一部、第二部にかけては、日本の伝統仏教諸宗派が、経典・本尊など様々な観点から、いかに仏教としての正統性が無いものであるかを詳細に論駁していくことに、記述の大部分が費やされている。

#### 天台宗批判
天台宗に対する批判は、9章から13章にかけてを中心に行われている。
その要旨は、
- 天台宗が依拠している智顗の教相判釈の年代説明は、史実と照らしてデタラメである。
- 同じく天台教相判釈では、「大方広部」の『華厳経』『法華経』を最高のものとし、「大方等部」の『勝鬘経』『如来蔵経』『維摩経』などを最低のものとしているが、サンスクリット語ではどちらも同じ「Mahā vaipūrya」であって出所は同じなのであり、内容的にも差は無く、無知ゆえに経典間に無益な妄分別を設けてしまっている。
- 同じく天台教相判釈では、「仮諦・空諦・中諦」の「三諦」を区別する天台教理に合わせて、経典を分類し優劣を付けるが、元来、釈迦・阿羅漢の悟りは「空仮中三諦即一諦」なる同一の涅槃那（ニルバーナ）なのであって、ここに区別・優劣を持ち込むこと自体がおかしい。

の3点である。
そして慧海は、こうして天台宗の教相判釈が無根拠であることを明かすことは、天台宗のみならず、これを前提とした他の多くの日本伝統宗派も同様に揺るがすことになる点も併せて指摘する（18章）。

#### 浄土教批判
浄土教に対する批判は、24章から29章にかけてと43章を中心に行われている。
その要旨は、
- 「阿弥陀仏」（Amitā Buddha）は「（十方世界の）無量の仏」のことであり、「無量寿仏」（Amitāyus Buddha）や「無量光仏」（Amitābha Buddha）とは別概念であることは、サンスクリット語を知っている者にとっては自明なことであって、本来これらを混同することはあり得ない。
- 「南無阿弥陀仏」の六字名号は、（南無で始まれば阿耶(アーヤ)で結ぶという）サンスクリット語の文法規則を無視した、体を成していない語句・表現であり、「無量寿仏に礼拝す」という意味にしたいのであれば「南無 阿弥陀庾枳 仏陀耶」（namo'mitāyus Buddhāya）といった形になってないとおかしい。
- 称名念仏による極楽往生を保証するはずの「第十八の本願文」は、康僧鎧訳の『無量寿経』のみに見られる改変捏造された無根拠な記述である。
- 十念の念は本来は念仏のことではなくて、「願う心（チッタ）を生じること」であり、「心（チッタ）」を「念」と訳した康僧鎧と菩提流支の不適切な翻訳から善導が誤解したものである。
- 康僧鎧などによる『無量寿経』は、「五悪段」など道教思想を混入させた挿入改造が甚だしく、半翻訳半偽造と言うべきもの。
- （親鸞を個人崇拝する真宗信者に対しては）『歎異抄』に親鸞自身が釈迦・善導・法然の伝灯を前提としていることが記述されており、既述の通りその伝灯自体が誤りである以上、真宗はただの誤謬妄想でしかない。
- 三身における「報身」として阿弥陀仏を尊ぶ意見もあるが、（まず上述したように「阿弥陀仏」なる一仏は存在しないので「無量寿仏」の意味として答えるならば）わざわざ西方極楽世界の仏を報身として借りる必要性がどこにも無い。それはあたかも日本国民が英国皇帝を主権者として戴くことと同じような無法である。

の7点である。

#### 日蓮宗批判
日蓮宗に対する批判は、30章から33章にかけてを中心に行われている。
その要旨は、
- 日蓮宗では歴史的にも本尊に変遷があり、一定していない。
- 『妙法蓮華経』は一経典に過ぎず、仏たる本尊にはなり得ない。
- 『妙法蓮華経』は妙法そのものではなく、言わば妙法の「効能説明書」たる一経典の名（見出し）に過ぎない。
- 釈迦牟尼仏を本尊とする日蓮各派においても、本尊たる仏陀はあくまでも『法華経』中の「久遠塵点劫の昔に成仏せられた本仏としての仏陀」であって、歴史上の仏陀は化仏・応身として軽視されている。

の4点である。

#### 真言宗批判
真言宗に対する批判は、34章、37章、38章を中心に行われている。
その要旨は、
- 真言宗は表向きは毘盧遮那仏（大日如来）を本尊としているが、実態としては不動・毘沙門・聖天・大黒・観音・愛染・薬師・無量寿・阿閦・宝積・文殊・普賢・地蔵・虚空蔵・弘法大師をそれぞれに祀って本尊としている、実に雑駁な有り様である。
- 真言宗僧侶の「真言」は因襲的誤音による「虚言」なので、「三密加持」は成り立たない。
- 大日如来の「法身説法」は、同宗内でも異説があり、新義派は「加持身説法」を主張している。また、チベットの新教派は、「応身説法」を主張している。
- 法報応の三身は、本来「応身」に具有しており、歴史的にも「応身」（釈迦）によって「報身」「法身」が知られたのであり、「報身」「法身」を個別に切り離したり、古義真言宗のように「法身説法」を主張するのは誤りである。上述したような真言宗における本尊の混乱、大日如来の疎遠化も、「法身説法」の空虚さの現れである。

の4点である。

#### 禅宗批判
禅宗に対する批判は、35章を中心に行われている。
その要旨は、
- 禅宗寺院は、本山・大寺院では釈迦を本尊としているが、それ以外では真言宗と大差無い有り様である。また黄檗宗は中国明末の「念仏禅」を受け継いでいるので、南無阿弥陀仏（ナムオミトフ）を唱えさえする。
- 禅宗は教外別伝不立文字・直指人心見性成仏を旨とし、釈迦からの一器水瀉一器の伝灯を重視するが、それを保証するはずの二十七祖や過去七仏の「付法偈」は明らかに中国人の創作である。（『景徳伝灯録』の記述からその創作者は傅大士（善慧大士）である蓋然性が高い。）
- 「拈華微笑」も『大梵天王問仏決疑経』なる偽経を根拠とした中国人による完全な創作である。
- 伝灯が無根拠であることに加え、自己の生母を蹴殺した黄檗、自分の子を料理して食った大灯、本尊たる木仏を焼いて臀部を暖めた丹霞、猫を平気で斬った南泉など、禅宗には倫理的に問題のある者が多い。

の4点である。

#### 破戒批判
伝統宗派の破戒に対する批判については、第三部の74章、77章、78章、第四部の85章、86章、88章、89章、90章、91章などを中心に述べられている。要旨は以下の通り。
- 現代の僧侶は自己の実際信じていない教条や、実行しておらない徳目を説いて、公然虚言を言って自らを欺き、また世を欺いて生活する者が多い。
- 釈迦が在家の弟子にまで厳禁した不飲酒戒破り、多くの僧侶が飲酒家豪酒家である。
- 不淫戒、不非時食戒、不受蓄金銀宝戒、不離三衣戒等、比丘僧の資格である具足戒に至っては守っている者は皆無だと言っていい。
- 五戒すら保ててない真宗教徒に在家（ウパーサカ）仏教を名乗る資格は無い。
- 各宗の高僧、善知識、上人、法主、管長と云われる者で、酒を飲まない者はほとんどいないし、中には無慚無愧で蓄妻蓄妾して公然飲酒するのを誇りとしている者すらいる。
- 多少道心のある者が四・五の戒律を厳持したところで、二百五十の具足戒に至っては到底守れないし、懺悔しようにも正統な僧伽自体がどこにも無い。
- 離三衣学処や禁受蓄金銀学処といった戒律を保てている者もいない。
- 随方毘尼を恣意的に解釈して破戒を正当化する者もいる。
- 『末法灯明記』という出所の怪しい、おそらく最澄によるものでもない出鱈目な内容の書を根拠として、歴史的にも破戒が横行してきたし、今なおそれを以て破戒を正当化する者もいる。

### 「在家仏教」の内容

#### 所依経典
（19章、20章）
- 一切蔵経およびその主旨を正しく布衍・解釈した典籍

しかし、全てを読む必要は無い。三宝を敬うことが信者の要件であり、五戒を保つことが在家（ウパーサカ・ウパーシカ）の要件であって、読む経典の数は関係無い。
特定の経典を取り上げなかったのは、天台の教相判釈のような愚を反復しないため。一切蔵経中偽経を除いては、皆平等に所依の経典となるのであるから、その中で自己に適したものを選択すればいい。
あえて挙げるなら、
- 行為の基準としては、『戒経』或は『十善戒経』を所依とする
- 安心の源泉としては、『大般涅槃経』或は『遺教経』を所依とする
- 智慧の要求に対しては、『阿毘達磨倶舎論』『中論』『大智度論』などを読む

ことを推奨する。

#### 本尊
（36章〜42章、93章）
- 釈迦牟尼仏

十徳（36章参照）を備え、法報応の三身を具有し、十号の名で呼ばれるに値する、空想の産物ではなく歴史的に実在し、現に修行・解脱・説法した仏としての釈迦牟尼仏。

#### 伝灯・祖師
（94章〜96章）
- 初祖 - 釈迦
- 二祖 - 文殊菩薩（中観派伝灯、龍樹の師）
- 三祖 - 弥勒菩薩（唯識派伝灯、無著の師）
- 四祖 - 聖徳太子（日本仏教の開基・日本ウパーサカの始祖）

#### 法義・修行
「法」（dharma, 達磨, ダルマ）の三義（第三部45章〜83章）。
- 1. 「自然現象」の義。「諸法」あるいは「一切法」と云う時は、「万象・万有・万物」の義。
  - 五蘊世間 - 色(物質)・受(感覚知覚)・想(想像)・行(意志)・識(知識)
  - 衆生世間 - 五蘊によって生じる動物の世界。「六凡四聖」の「十界」に分かれる。
    - 六凡 - 天上・人間・修羅・畜生・餓鬼・地獄
    - 四聖 - 声聞・独覚・菩薩・仏

  - 国土世間 - 衆生の住する処。大は日月星辰森羅万象、小は山川土壌市街村落。
- 2. 一切の自然現象の中に相続し、また相対して行われている「理法」の義。「業」（karma, 羯磨, カルマ）の原理。「六凡」が造るのが「不浄業」で、「四聖」が行うのが「清浄業」。
  - 時間的「原因結果相続」の原理
    - 善業悪業無記業の因果の応報 - 十善・十悪
    - 種子の貯蔵と発生 - 自業自得・自作自受
（→如来蔵・発菩提心）
    - 自業と共同業
    - 業相続 - 順現受業・順次受業・順後受業

  - 空間的「主客相対感応道交」の原理
    - 冥機冥応・冥機顕応・顕機顕応・顕機冥応
- 3. 理法に依拠して、凡夫が仏陀となる「向上的方法」の義。
  - 出家的解脱法
    - 1. 道心を起こす。
    - 2. 二百五十条の具足戒を受戒。
    - 3. 三千威儀（具足戒の実行）
    - 4. 禅定・入三摩地、四諦・十二因縁・八正道、証悟・四向四果
    - 5. 衆生の化度（教化済度）。

  - 在家的解脱法
    - 1. 懺悔・帰依三宝によって仏教信者となる。
    - 2. 五戒を保持し在家（ウパーサカ・ウパーシカ）となる。
    - 3. 菩提心を起こして十善戒（菩薩戒）を保持して菩薩となる。
    - 4. 十波羅蜜を修め、菩薩の十地を経て仏果を得る。

#### 僧のあり方
（105章）
- 安心決定の根本である釈尊帰入の真実三昧から五戒実行に至るまでを、自身の身語意業に表わし、向上菩提の実行を教えることに専ら務める。
- 自家の日常の生活費を世俗の産業・経営等によって得て、法のために尽す。
- 葬式の引導、祈祷、法事の主宰などは行わない。ただし、死人の遺族に対して説法・読経することは良い。
- 仏教を宣揚するための必要費を、宣法の謝儀より受けることも良い。
- ウパーサカの妻はウパーシカでなければならず、その結婚式は仏前において厳粛に実行される。
- ウパーサカ僧になるための修行として、最低三ヶ月間、秘密・無報酬にて普通便所、共同便所、及び公共道路等の掃除を行う必要がある。また夜は、身口意の三業瑜伽として、身は禅坐し、口には実修七章の歌（98章〜104章）を歌い、意にその義を観じて、向上法の実修をする。

#### 国家観・世界観
（106章、107章）

一般的序説
- ウパーサカ僧は、一切衆生に対して平等にその向上を計るのであり、その点から見れば「世界主義者」である。
- しかし、自家安住の第一立場である自国の存在を否定して、世界主義に盲進するような、実行不可能な世界主義者ではない。
- 釈尊は、一切衆生恩（世界恩）に報いることを教えたと同時に、国王の恩に報いることも教えたのであり、この点から見れば、ウパーサカ僧は「国家主義者」でもある。
- しかし、近代流行のひたすら自国の利益を増大する為に、他国を略奪してその国民を苦しめ、その発達を阻害する猛獣の如き国家主義ではない。ウパーサカ僧の国家主義は、世界の平和をはかり、真実の文化を進める為に、まず自国をして真の和合衆なる一団とならしめ、真実文化の光明を発揮して、世界の「国土渇望餓鬼」「貪権阿修羅」「英雄的亡者」の欲望を、煙散霧消せしめることを志向する。
- ただし、そうした亡者・餓鬼・阿修羅の侵略から国家を防衛するために、国力に相応して現代的な完全なる軍備を調えることも主張する。

日本について
- 日本は東洋の諸国に対しては、常に軍備を以て保護せねばならぬ位置にある。また現今世界公許の戦術である市街投弾などの野蛮行為、非戦闘員を殺すが如き戦法は、武士道の大に恥辱とする所である。日本は世界平和のために、武士道を世界に発揮して、自ら文化と称する世界の最も猛悪なる野蛮人を降伏させなければならない。世界においてこの仏教的正義を行うに足る資格と歴史あるのは日本だけである。
- 聖徳太子がウパーサカ仏教を日本に宣揚し、日域大乗相応地と宣言したことは、日本の世界に対する精神的位置を明言したものである。
- 最も平和的なるウパーサカ仏教を以て、世界中で最も適当したる処は日本であると、明言したその主旨は、この仏教の根本的平和主義を世界に宣伝して、各国各自の努力にて、世界の平和を根本的に統一せしめようということである。なぜなら、世界の平和を維持しなければ、我国の平和を保つことが出来ないからである。
- 日本の国体と歴史は、全く世界の何処にも類例のないものであり、仏教渡来以前より歴代の天皇陛下は、全国民を赤子の如くに愛撫し、全国民も一般に陛下を厳父慈母の如くに尊敬して、「君民一体一家族」となって発達していたことは、自然と仏教の大精神と一致していたし、仏教渡来後は、聖徳太子自らウパーサカとして仏教発揚に全力を注ぎ、益々日本本来の使命を明かにし、国民文化の発展に尽瘁した事は、歴史の証明する所である。また歴代の天皇陛下は自ら仏道を実践し、範を国民に示された。
- このように仏教の大乗的精神が日本に弥漫し、仏陀の謂う「一切衆生みなこれ我子」が、歴史上天皇陛下の仁政の上に実現せられて、他国の侮慢を受ける事なく栄耀安泰を以て今日に及んでいる。これを一方より見れば、広い世界主義の上に立った国家主義が完全に行われていたものと言うべきである。

仏教的国家主義・世界主義と実践
- 仏教の世界主義は、欧米人等が想像できないほど広大深遠のものであり、人間諸種族の平等のみならず、一切衆生すなわち総べての下等動物に至るまで、仏性を有することを主張して、その生存権の保証を立てるものであり、そのために不殺生戒・不食肉戒までをも実行している。
- この仏教の世界主義を実行するためには、まずは個人として自己を浄化し、自己の心地を寂光土に安住させ、進んで自己を向上し、自己が属する国家の浄化と向上とを計り、これを世界に及ぼして、世界人に真の幸福を受けさせようとしなくてはならない。
- 仏教の国家主義は、世界主義の上に立つ国家主義であり、自国の存立を確保しながら、世界の平和に尽力する。世界の平和を確保するために、自国の存立を確保しその浄化と向上とを計り、これを完成するために、まず国民各自の個々の浄化と向上とを計る。

## 出版
- 『在家仏教』 世界文庫刊行会、1926年
  - 改訂版 慧文社、2009年